# گریمستا (شهر)
گریمستا (به لاتین: Grimstad) یک منطقهٔ مسکونی در نروژ است که در گریمستا واقع شده‌است. گریمستا ۹٫۴۱ کیلومتر مربع مساحت و ۱۲٬۵۲۲ نفر جمعیت دارد و ۴ متر بالاتر از سطح دریا واقع شده‌است.